# Trio no 1 de Mendelssohn

Félix Mendelssohn par Eduard Magnus

Le Trio pour piano, violon et violoncelle no 1 en ré mineur, op. 49 (MWV Q 29) est une œuvre du compositeur allemand Felix Mendelssohn.

## Genèse et création
D’abord achevé en juillet 1839 à Francfort, le trio a été révisé et présenté sous une deuxième version quelques mois plus tard, le 23 septembre 1839. En effet, Mendelssohn a suivi les conseils d’un autre compositeur, son ami Ferdinand Hiller, et a révisé la partition de piano. Cette seconde version a pris une forme beaucoup plus romantique, proche du style de Robert Schumann, le piano étant davantage mis de l’avant. Schumann, quand il a entendu le trio, en a fait l’éloge en le comparant à ceux de Ludwig van Beethoven et de Franz Schubert et qualifiant Mendelssohn de « Mozart du XIXe siècle, le plus rayonnant des musiciens ».
Le trio no  1 est contemporain des quatuors op. 44 du compositeur. Sa création a eu lieu le 1er février 1840 à Leipzig avec le compositeur au piano, David au violon et Wittmann au violoncelle. L’œuvre a été publiée l’année même de sa création. Il en existe une version avec flûte, arrangée par le compositeur lui-même.

## Découpage de l'œuvre
Le trio se divise en 4 mouvements :
1. Molto allegro ed agitato (ré mineur)
2. Andante con moto tranquillo (si bémol majeur)
3. Scherzo : Leggiero e vivace (ré majeur)
4. Finale : Allegro assai appassionato (ré mineur, coda en ré majeur)

Son exécution dure en moyenne presque 30 minutes.

### Molto allegro ed agitato
Le premier mouvement, qui suit la forme sonate, commence par introduire le thème principal, cantabile, confié au violoncelle avec un accompagnement syncopé par le piano. Par la suite, le violon se joint au violoncelle pour présenter une version dénaturée du thème. La transition vers le second thème s'opère par différentes variations sur le thème principal. Ce second thème, en la majeur, est introduit par le violoncelle. Dans le développement, qui est principalement en ré mineur, Mendelssohn combine les deux thèmes. Enfin, au moment de la réexposition, le compositeur ajoute une contre-mélodie au violon qui vient appuyer le retour du thème principal.

### Andante con moto tranquillo
Le second mouvement est introduit par une mélodie de huit mesures au piano, à la main droite. L'accompagnement est séparé entre les deux mains, comme c'est le cas dans plusieurs des Romances sans paroles de Mendelssohn. La ligne de basse du piano se déplace d'une façon méthodique, maintenant un équilibre délicat avec l'accompagnement et la mélodie. Une fois le thème principal déclamé par le piano, il est répété par le violon, avec le violoncelle en contrepoint.

### Scherzo
Le scherzo, bref et léger, est pour l'essentiel en forme sonate. Comme dans le deuxième mouvement, le thème principal est d'abord joué au piano. Cependant, celui-ci est vite relégué au rang d'accompagnateur fragmentaire. Le fil conducteur de ce scherzo — qui ne disparaît que durant la partie centrale, plus lyrique — est un motif rythmique suivant son thème principal et similaire au matériel utilisé dans le premier mouvement.

### Finale
Après la refonte du trio selon les conseils de Hiller, le finale est le mouvement ayant subi la plus grande transformation. En outre, et ce n'est pas surprenant, sa partition de piano est beaucoup plus active. Le morceau fait appel à diverses techniques au clavier : accords fermés, vastes arpèges, octaves chromatiques... Les moments cantabile viennent offrir un contraste rafraîchissant. Le trio se termine par une pétillante coda en ré majeur.